# ديفيد أبيدور
ديفيد أبيدور (بالإنجليزية: David Abidor)‏ (ولد في 5 أكتوبر 1995) هو لاعب كرة قدم أمريكي يلعب في نادي هكا.

## روابط خارجية
- ديفيد أبيدور على موقع قاعدة بيانات كرة القدم.إي يو (الإنجليزية)
- ديفيد أبيدور على موقع Soccerway.com (الإنجليزية)